# Chen Duxiu
Chen Duxiu (ur. 8 października 1879 w Anqing, prow. Anhui, zm. 27 maja 1942 w Syczuanie) – chiński polityk i publicysta. Współzałożyciel i pierwszy przywódca Komunistycznej Partii Chin.
Wykształcony w domu w duchu tradycyjnym, zdał niższy egzamin urzędniczy; następnie studiował w Akademii Qiushi; w dużej mierze samouk, posiadł dobrą znajomość klasyków konfucjańskich, a następnie (m.in. podczas pobytu w Szanghaju i Japonii) zetknął się z myślą zachodnią, w tym marksizmem. Od 1917 r. wykładowca na Uniwersytecie Pekińskim.
Jeden z przywódców i propagatorów Ruchu Nowej Kultury i Ruchu 4 Maja, krytyk konfucjanizmu. Założył (w 1915 r.) wpływowe pismo Nowa Młodość (Xin Qingnian), które propagowało idee Ruchu (reformy społeczne, kulturalne itp.). Pismo to, od 1918 r. wydawane było w chińskim języku potocznym baihua. Jako literat propagował "rewolucję w literaturze" wzywając do tworzenia literatury realistycznej i zrozumiałej (także dla słabiej wykształconych odbiorców, w odróżnieniu od klasycznej literatury w duchu konfucjańskim).
W 1921 r. założył z grupą innych aktywistów Komunistyczną Partię Chin i został pierwszym przewodniczącym Komitetu Centralnego (1921–22, następnie 1925–27). Pod wpływem doradców Kominternu wszedł w sojusz z Kuomintangiem. Na skutek sprzeciwu wobec zaleceń Kominternu (które doprowadziły do praktycznego zniszczenia partii przez Kuomintang), zmuszony do ustąpienia ze stanowiska. Aresztowany przez rząd nacjonalistyczny w 1932 r., przebywał w więzieniu do 1937. Mimo że był jednym z nielicznych przywódców partyjnych, którzy przeżyli klęski lat 30., nie odzyskał wpływów politycznych.